# Petr Fical
Petr Fical (* 23. září 1977 Jindřichův Hradec) je bývalý německý hokejista českého původu. Narodil se a vyrůstal v Československu, již jako junior odešel do Německa, kde strávil téměř celou prozatímní kariéru a prosadil se i do německé reprezentace.

## Kariéra

### Klubová kariéra
Již v mládežnícké věkové kategorii odešel do Německa a hrál za EC Pfaffenhofen. Mezi dospělými hrál v nižších německých soutěžích – ve druhé bundeslize a regionální Oberlize, jen nakrátko se v sezóně 1997/98 objevil v české extralize v dresu HC Becherovka Karlovy Vary. Za Karlovy Vary však odehrál jen sedm utkání a v dalších letech působil trvale v Německu. Do nejvyšší německé soutěže se poprvé prosadil v sezóně 2001/02 v dresu Moskitos Essen. Sedm sezón hrál za Nürnberg Ice Tigers, v letech 2010–2012 působil v jiném týmu DEL – ERC Ingolstadt. Od roku 2012 hrál za EV Regensburg třetí německou nejvyšší soutěž, od roku 2015 hrál za Tornado Luxembourg ve čtvrté francouzské lize.

### Reprezentace
Za českou reprezentaci nehrál, v německé reprezentaci debutoval na Světovém poháru 2004. Později hrál na mistrovství světa v letech 2005, 2006, 2007 a 2008 a Zimních olympijských hrách 2006 v Turíně. K roku 2017 trénuje reprezentaci Lucemburska.

## Ocenění
- účastník utkání hvězd DEL v letech 2005, 2006, 2007, 2008

## Statistika
| Sezona     | Klub                       | Soutěž        | Základní část | Základní část | Základní část | Základní část | Základní část | Play off | Play off | Play off | Play off | Play off |
| Sezona     | Klub                       | Soutěž        | Z             | G             | A             | B             | TM            | Z        | G        | A        | B        | TM       |
| ---------- | -------------------------- | ------------- | ------------- | ------------- | ------------- | ------------- | ------------- | -------- | -------- | -------- | -------- | -------- |
| 1995/96    | EHC Straubing              | 2. bundesliga | 52            | 13            | 10            | 23            | 32            |          |          |          |          |          |
| 1996/97    | EHC Straubing              | 2. bundesliga | 53            | 13            | 19            | 32            | 28            |          |          |          |          |          |
| 1997/98    | HC Becherovka Karlovy Vary | ELH           | 7             | 0             | 1             | 1             | 4             |          |          |          |          |          |
| 1998/99    | Deggendorfer EC            | 2. bundesliga | 58            | 41            | 35            | 76            | 30            |          |          |          |          |          |
| 1999/00    | EV Regensburg              | Oberliga      | 59            | 50            | 24            | 74            | 63            |          |          |          |          |          |
| 2000/01    | EV Regensburg              | Oberliga      | 55            | 50            | 43            | 93            | 36            |          |          |          |          |          |
| 2001/02    | Moskitos Essen             | DEL           | 52            | 5             | 3             | 8             | 10            | –        | –        | –        | –        | –        |
| 2002/03    | Iserlohn Roosters          | DEL           | 50            | 7             | 13            | 20            | 47            | –        | –        | –        | –        | –        |
| 2003/04    | Nürnberg Ice Tigers        | DEL           | 51            | 10            | 17            | 27            | 48            | 6        | 0        | 0        | 0        | 2        |
| 2004/05    | Nürnberg Ice Tigers        | DEL           | 50            | 21            | 20            | 41            | 28            | 6        | 2        | 2        | 4        | 2        |
| 2005/06    | Nürnberg Ice Tigers        | DEL           | 52            | 12            | 17            | 29            | 50            | 4        | 0        | 0        | 0        | 0        |
| 2006/07    | Sinupret Ice Tigers        | DEL           | 48            | 15            | 24            | 39            | 52            | 13       | 7        | 4        | 11       | 6        |
| 2007/08    | Sinupret Ice Tigers        | DEL           | 52            | 22            | 12            | 34            | 79            | 5        | 0        | 1        | 1        | 6        |
| 2008/09    | Sinupret Ice Tigers        | DEL           | 47            | 13            | 16            | 29            | 61            | 5        | 2        | 1        | 3        | 0        |
| 2009/10    | Sinupret Ice Tigers        | DEL           | 50            | 11            | 11            | 22            | 20            | 5        | 3        | 0        | 3        | 2        |
| 2010/11    | ERC Ingolstadt             | DEL           | 50            | 5             | 7             | 12            | 26            | 4        | 0        | 0        | 0        | 0        |
| 2011/12    | ERC Ingolstadt             | DEL           | 52            | 0             | 9             | 9             | 24            | 6        | 1        | 0        | 1        | 0        |
| 2012/13    | EV Regensburg              | Oberliga      | 40            | 36            | 35            | 71            | 32            | 4        | 0        | 2        | 2        | 2        |
| DEL celkem | DEL celkem                 | DEL celkem    | 554           | 121           | 149           | 270           | 445           | 54       | 15       | 8        | 23       | 18       |